# 高島已作
高島 已作（たかしま みさく、1874年〈明治7年〉3月11日 - 不詳）は、日本の軍人。最終階級は陸軍大佐。栄典は正五位勲三等功三級。
苗字が高嶋名義の公文書もある。

## 年譜
広島県出身。学習院高等科を経て陸軍士官学校（9期）を卒業し近衛歩兵第3連隊附。奥保鞏参謀総長や福島安正関東都督府の副官を経て、歩兵第39連隊大隊長、独立第18師団司令部附として青島攻略戦に参加。大村歩兵第46連隊附、久留米俘虜収容所長を短期間務めたのち、シベリア出兵に参加。司令部附を経て尼港事件前後に北部沿海州派遣隊隷下の歩兵第25連隊、歩兵第26連隊附としてハバロフスクで特別任務についた。
帰国後は北海道に赴任し、釧路連隊区司令官を最後に1922年に予備役。以後も中学教師として釧路に居住していたが。昭和の初めに上京。そのころからオカルトに傾倒しており、心霊科学研究会への参加や竹内巨麿の磯原の神宝を複数拝観しているほか、赤池濃らとともに神政龍神会創設にも参加した。

## 家族
先祖は出雲の判官と伝わり、江戸中期に備中に移住した。東洋大学学長の高島平三郎は分家。
妹万寿子は水野錬太郎、もう一人の妹は中川繁丑少将、姪の貞子（1901.8～）は西村陽祐（八街農林学園創立者・西村繁の弟）にそれぞれ嫁ぐ。
妻の和子（1881.8～）は本多忠鋒の妹。

## 年譜
- 1895年（明治28年）12月：士官候補生、近衛歩兵第3連隊附[9]
- 1897年（明治30年）11月29日：陸軍士官学校卒業
- 1898年（明治31年）6月27日：歩兵少尉、近衛歩兵第3連隊附[10]
- 1900年（明治33年）11月21日：中尉
- 1902年（明治35年）7月8日：近衛歩兵第3連隊附[11]
- 1904年（明治37年）
  - 2月6日：補充大隊編成委員
  - 2月12日：近衛師団副官
  - 6月29日：大尉
- 1905年（明治38年）
  - 2月7日：大本営陸軍幕僚附[12]
  - 12月20日：参謀本部附[13]
  - 12月22日：近衛歩兵第3連隊附[14]
- 1907年
  - 8月8日：近衞第一第三第十五師団特命検閲使
  - 11月：陸軍特別大演習管理部員[15]
- 1910年（明治43年）
  - 3月22日：欧州派遣[16]
- 10月：関東都督府専属副官
  - 11月30日：少佐
- 1913年8月22日：歩兵第39連隊大隊長[17]
- 1914年11月時点：第18師団司令部附[18]
- 1915年8月10日：歩兵第46連隊附[19]
- 1916年（大正5年）11月15日：中佐[20]
- 1918年（大正7年）7月24日：久留米俘虜収容所長（～9月17日）[21]
- ウラジオ派遣軍司令部附
- 1920年（大正9年）
  - 3月13日：歩兵第25連隊附
  - 5月5日：歩兵第26連隊附
- 1919年（大正8年）11月：釧路連隊区司令官
- 1921年（大正10年）4月1日：大佐
- 1922年（大正11年）5月1日：予備役[22]、在郷軍人会釧路支部長[23]
- 1930年（昭和5年）4月1日：後備役

## 栄典
位階
- 1919年（大正7年）12月20日 - 従五位[24]

勲章
- 勲三等旭日中綬章[3]
- 1918年（大正7年）12月27日 - 勲三等瑞宝章[25]
- 1940年（昭和15年）11月10日 - 紀元二千六百年祝典記念章[4]

外国勲章佩用允許
- 四等王冠勲章 - 1900年（明治33年）10月1日[26]
- 三等王冠勲章 - 1907年6月13日[27]
- イタリア王冠勲章（英語版）ウッフィチャーレ[3]
- レジオンドヌール勲章シュヴァリエ：1910年12月8日[28]
- 東薾塞勲章[3]
- 聖マウリッツィオ・ラザロ勲章ウッフィチャーレ：1910年12月8日[28]
- ロイヤル・ヴィクトリア勲章ルテナント：1910年3月21日[3][29]